# 京急久里浜駅
京急久里浜駅（けいきゅうくりはまえき）は、神奈川県横須賀市久里浜四丁目にある、京浜急行電鉄（京急）久里浜線の駅。駅番号はKK67。

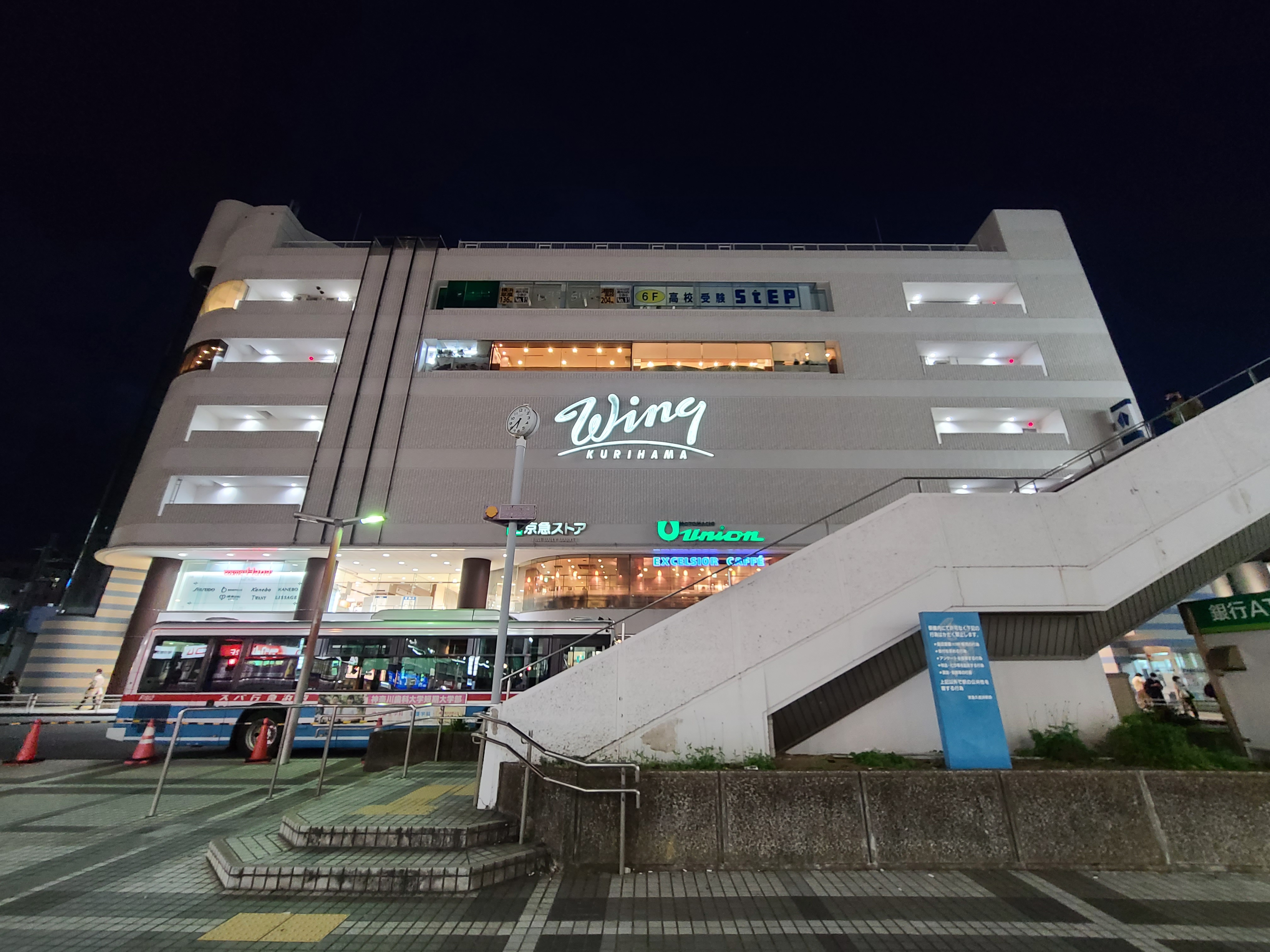
夜の東口。「Wing」のライトは長い間消えていたが、2021年2月末頃に再点灯した。撮影は2021年4月2日。

## 歴史
- 1942年（昭和17年）12月1日 - 東京急行電鉄（大東急）により、久里浜（仮）駅として開業[1]。
- 1943年（昭和18年）9月21日 - 久里浜（仮）駅を500m移設し、久里浜駅として開業[1]。
- 1944年（昭和19年）4月1日 - 鉄道省（現・JR東日本）横須賀線に久里浜駅が開業したため、湘南久里浜駅に改称。
- 1948年（昭和23年）6月1日 - 大東急解体により、京浜急行電鉄の駅となる。
- 1963年（昭和38年）11月1日 - 野比駅までの延伸により中間駅となる[2]。同時に京浜久里浜駅に改称。
- 1987年（昭和62年）
  - 4月25日 - 駅ビル「ウィング久里浜」開業。
  - 6月1日 - 京急久里浜駅に改称[3]。
- 2008年（平成20年）12月10日 - 接近メロディを導入。「秋桜」が採用された。
- 2016年（平成28年）8月10日 - リラックマとのコラボレーションにより、9月30日まで駅名標が「京急リラッ久里浜駅」となる（コラボレーション自体は8月1日から）。
- 2018年（平成30年）3月5日 - リラックマ誕生15周年・京急創立120周年を記念し、5月13日まで当駅名看板・駅名標がリラックマに因んで再び「京急リラッ久里浜駅」に変わる。また、京急バス停留所もドック前停留所から「ドックマえ停留所」に変わる[4][5]。

## 駅構造
島式ホーム2面3線を有する高架駅である。当駅より上り方は複線、下り方は単線となっている。列車は主に1番線と4番線から発着する。2番線と3番線は線路の両側にホームがある中線で、当駅終着、あるいは当駅始発列車が主に使用する。ダイヤ乱れが発生した際は、遅延回復のため、三崎口行きの列車が2番線に入線することがある。
発車標は、当初は停車駅案内が無い反転フラップ式だった（初代はあった）。前述の通り、2番線と3番線は線路の両側にホームがある中線なので、発車直前に下の電光掲示板には、「（2、3）番線の電車は（品川、三崎口）方面へ発車しますのでご注意ください。」と点滅し、放送が流れる。2018年ごろに液晶式に変わった。
駅出入口は名目上「東口」と「西口」に分けられているが、改札口を出て右手にある「西口」は、更に左手(南方)と右手(北方)の2方向に分かれている。どちらも階段がありバリアフリーには非対応で、エレベーター・エスカレーターは東口のみの設置。JR久里浜駅へは「西口」右手の出口が最寄りである。

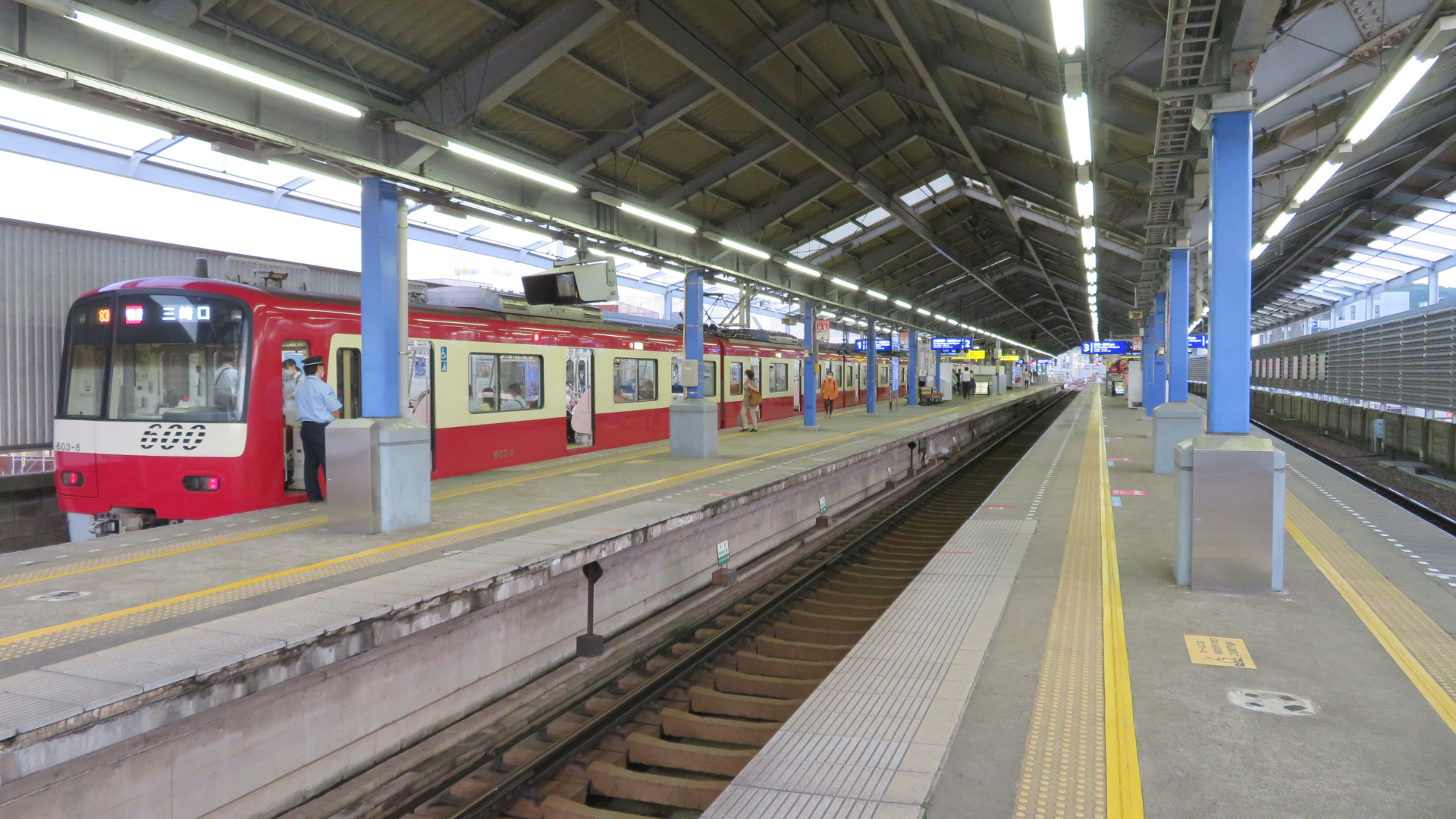
ホーム（2020年6月）
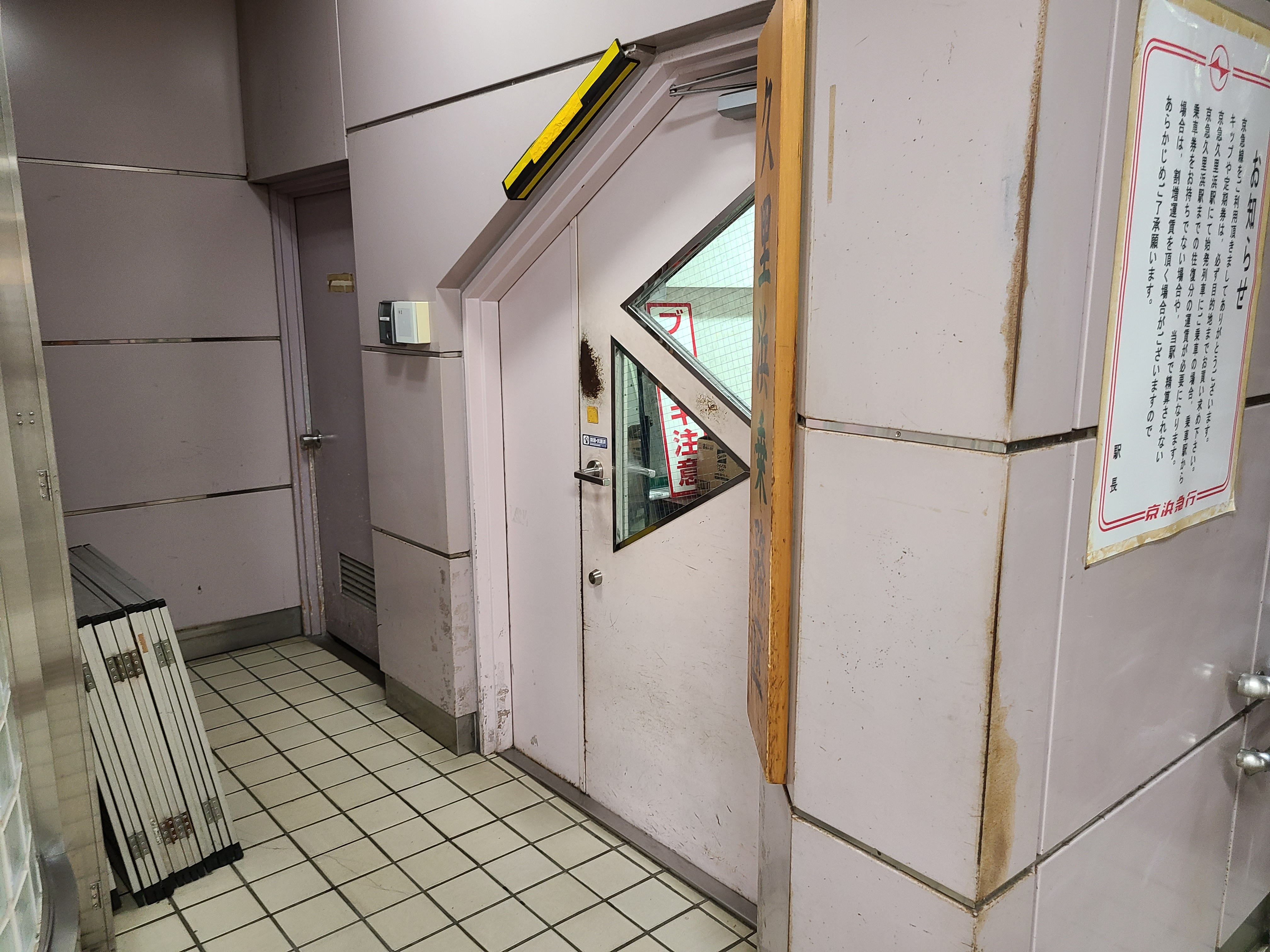
久里浜乗務区 出入口
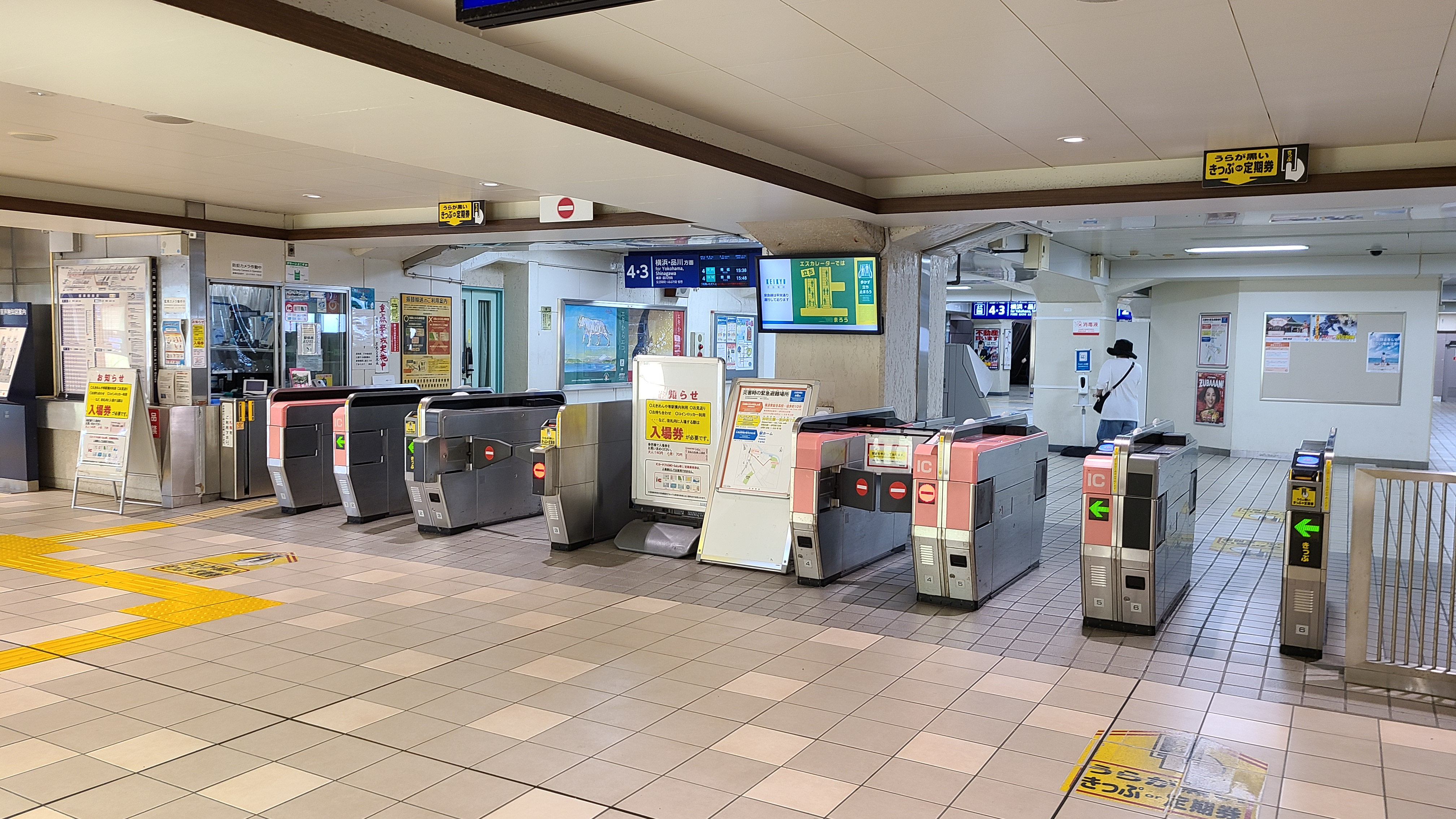
改札口（2022年8月）
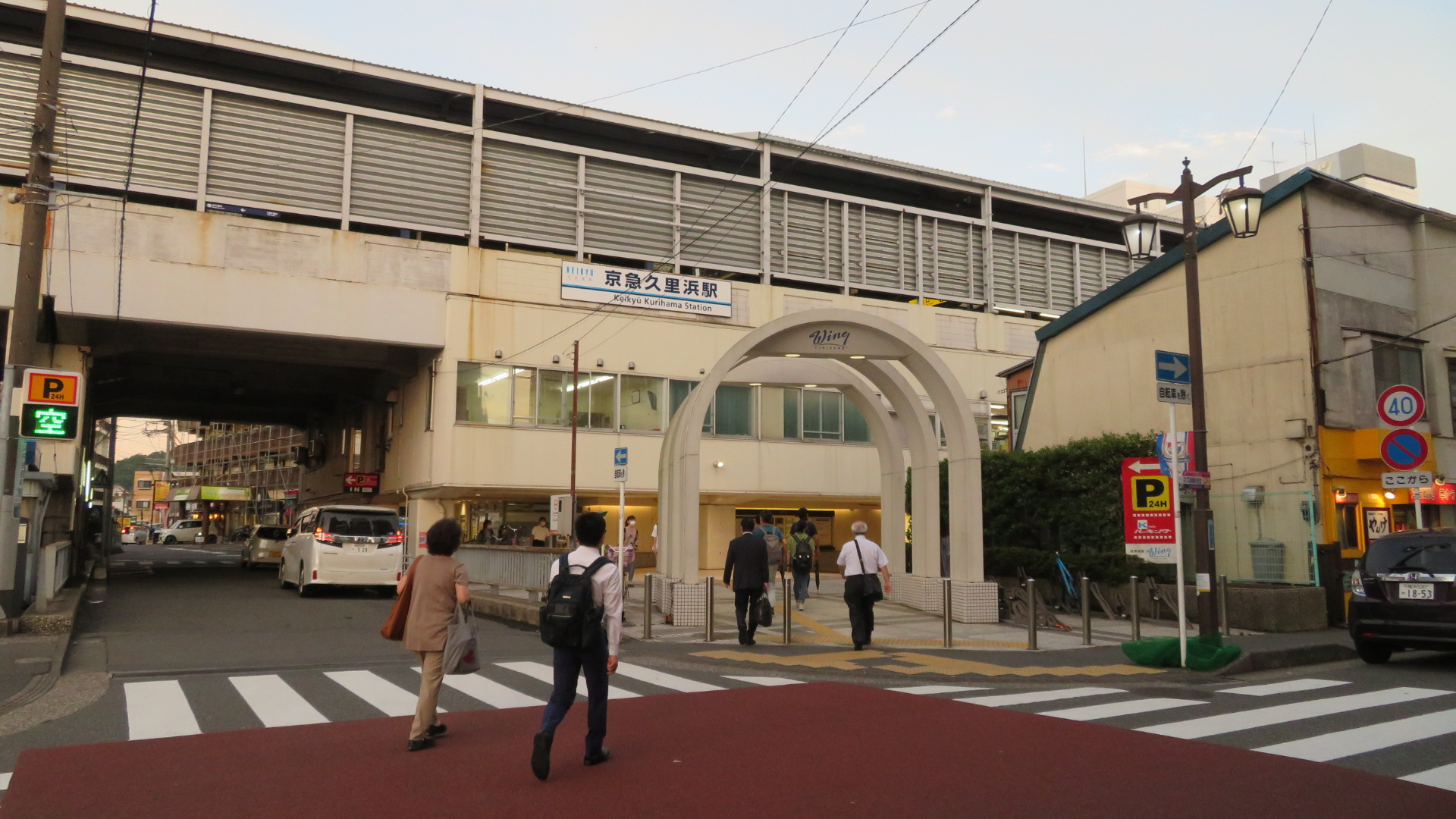
西口（北方・JR久里浜駅方面 2020年6月）
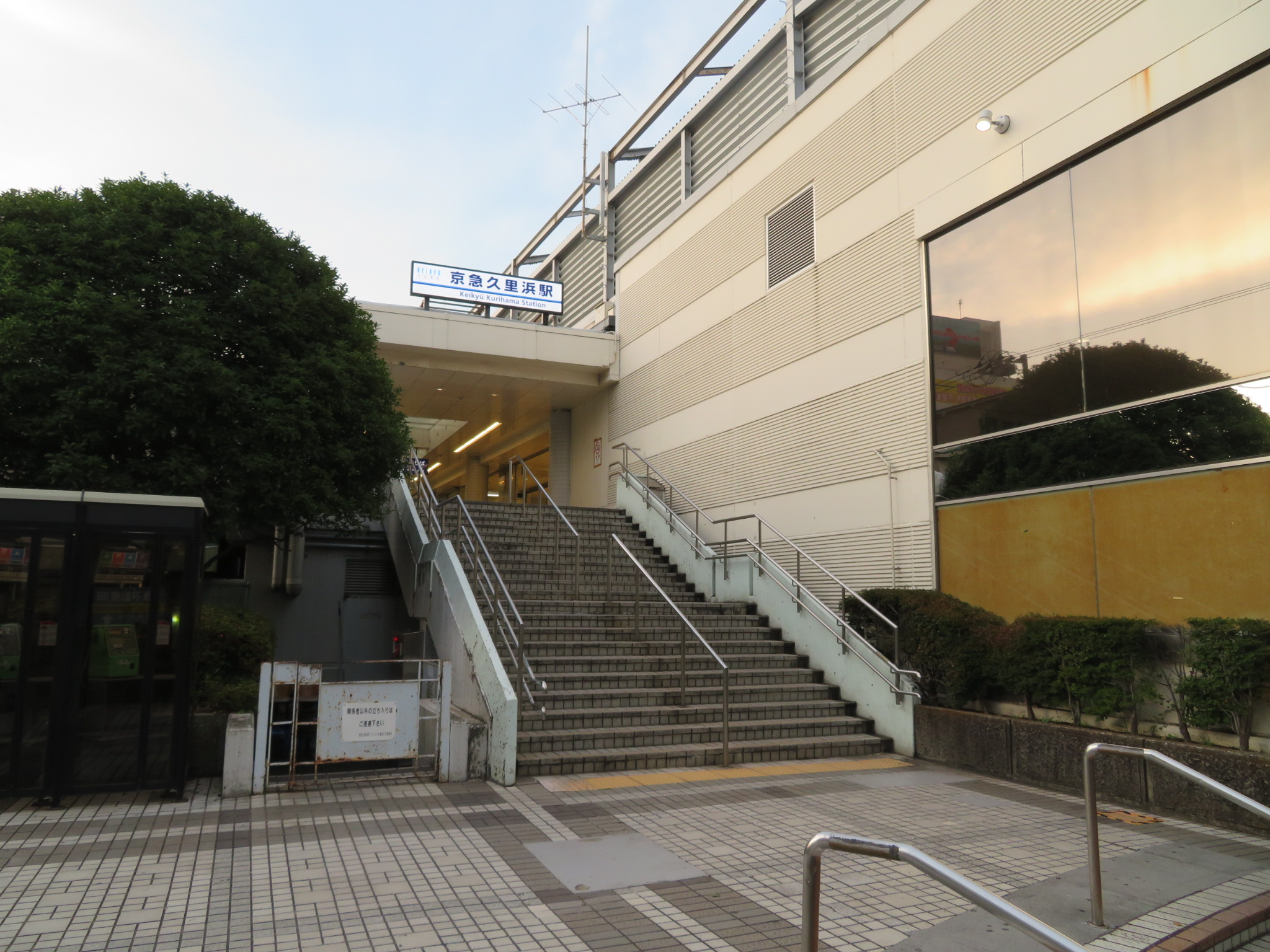
西口（南方 2020年6月）
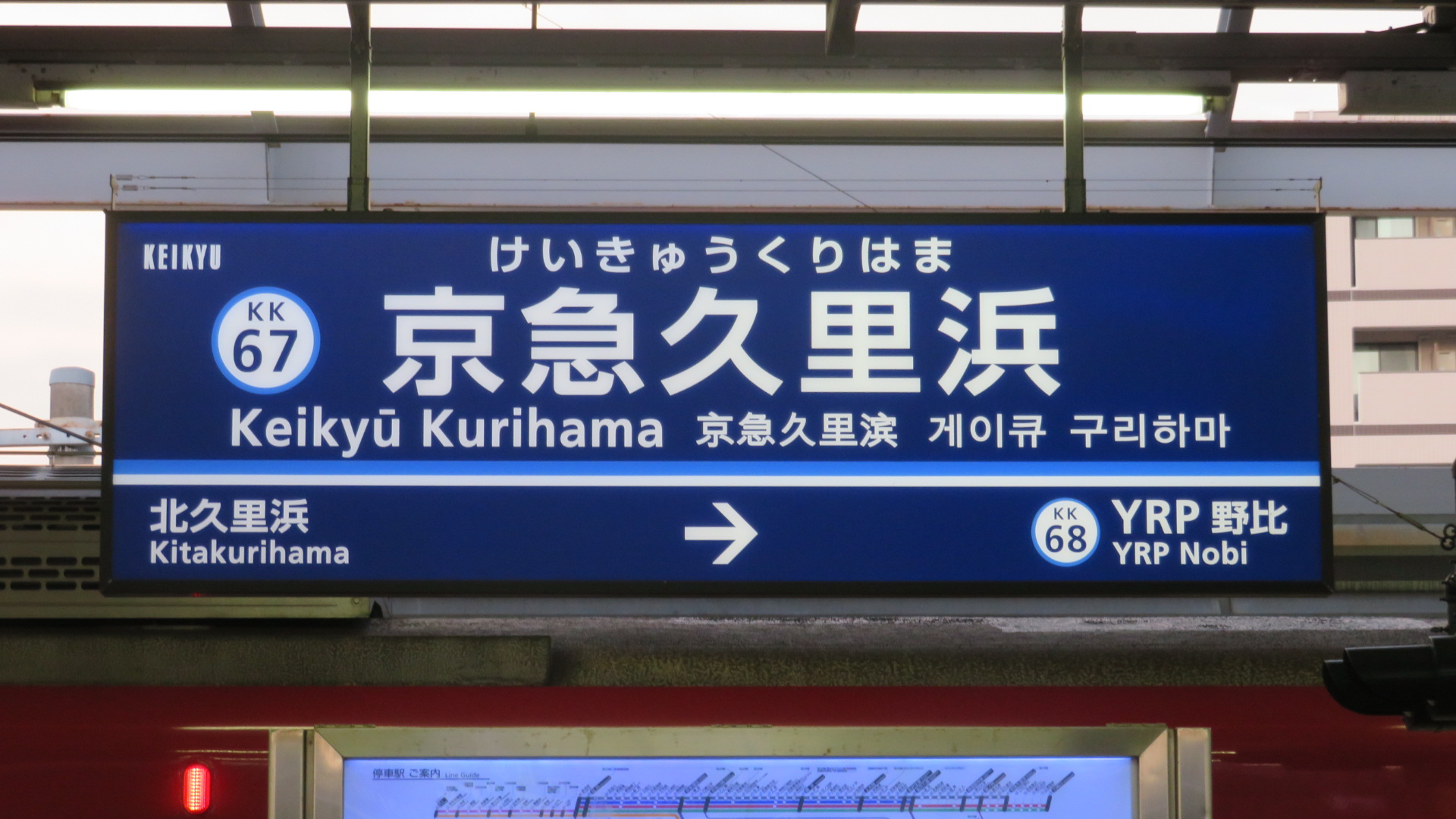
駅名標（2020年6月）

### のりば
| 番線 | 路線     | 方向 | 行先                 |
| ---- | -------- | ---- | -------------------- |
| 1・2 | 久里浜線 | 下り | 三浦海岸・三崎口方面 |
| 3・4 | 久里浜線 | 上り | 横浜・品川方面       |

- 2・3番線は線路を共用している。

### 接近メロディ
2008年12月10日から、付近にある観光スポット「くりはま花の国」のコスモスをイメージさせる曲として、横須賀市出身の山口百恵の代表曲「秋桜」（作詞・作曲さだまさし）をアレンジしたものを接近メロディとして使用している。メロディはスイッチの制作で、編曲は塩塚博が手掛けた。

## 利用状況
2024年（令和6年）度の1日平均乗降人員は37,990人であり、京急線全72駅中12位。久里浜線内では最多、横須賀市内でも横須賀中央駅に次いで多い。また、近接する久里浜駅（2020年度1日平均乗車人員は4,958人）と比較すると、3倍以上の利用者数である。
近年の1日平均乗降人員と乗車人員の推移は下記の通り。
| 年度               | 1日平均 乗降人員 | 1日平均 乗車人員 | 出典     |
| ------------------ | ---------------- | ---------------- | -------- |
| 1995年（平成07年） |                  | 25,301           | [ * 1 ]  |
| 1998年（平成10年） |                  | 23,608           | [ * 2 ]  |
| 1999年（平成11年） |                  | 23,210           | [ * 3 ]  |
| 2000年（平成12年） |                  | 22,691           | [ * 3 ]  |
| 2001年（平成13年） |                  | 22,265           | [ * 4 ]  |
| 2002年（平成14年） | 43,987           | 22,015           | [ * 5 ]  |
| 2003年（平成15年） | 45,028           | 22,309           | [ * 6 ]  |
| 2004年（平成16年） | 43,961           | 21,802           | [ * 7 ]  |
| 2005年（平成17年） | 44,017           | 21,838           | [ * 8 ]  |
| 2006年（平成18年） | 43,882           | 21,780           | [ * 9 ]  |
| 2007年（平成19年） | 43,749           | 21,664           | [ * 10 ] |
| 2008年（平成20年） | 44,842           | 22,185           | [ * 11 ] |
| 2009年（平成21年） | 44,711           | 22,098           | [ * 12 ] |
| 2010年（平成22年） | 44,158           | 21,784           | [ * 13 ] |
| 2011年（平成23年） | 43,949           | 21,648           | [ * 14 ] |
| 2012年（平成24年） | 43,823           | 21,617           | [ * 15 ] |
| 2013年（平成25年） | 44,029           | 21,706           | [ * 16 ] |
| 2014年（平成26年） | 43,004           | 21,181           | [ * 17 ] |
| 2015年（平成27年） | 43,608           | 21,435           | [ * 18 ] |
| 2016年（平成28年） | 44,083           | 21,714           | [ * 19 ] |
| 2017年（平成29年） | 44,003           | 21,834           | [ * 20 ] |
| 2018年（平成30年） | 43,422           | 21,544           | [ * 21 ] |
| 2019年（令和元年） | 42,350           | 20,823           | [ * 22 ] |
| 2020年（令和02年） | 32,590           |                  |          |
| 2021年（令和03年） | 34,645           |                  |          |
| 2022年（令和04年） | 36,859           |                  |          |
| 2023年（令和05年） | 37,754           |                  |          |
| 2024年（令和06年） | 37,990           |                  |          |

## 駅周辺
周辺は平坦な地形で、市街地となっている。

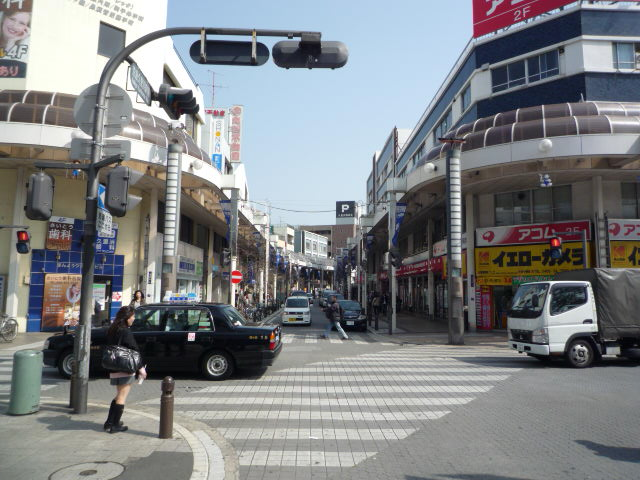
駅前から商店街を望む

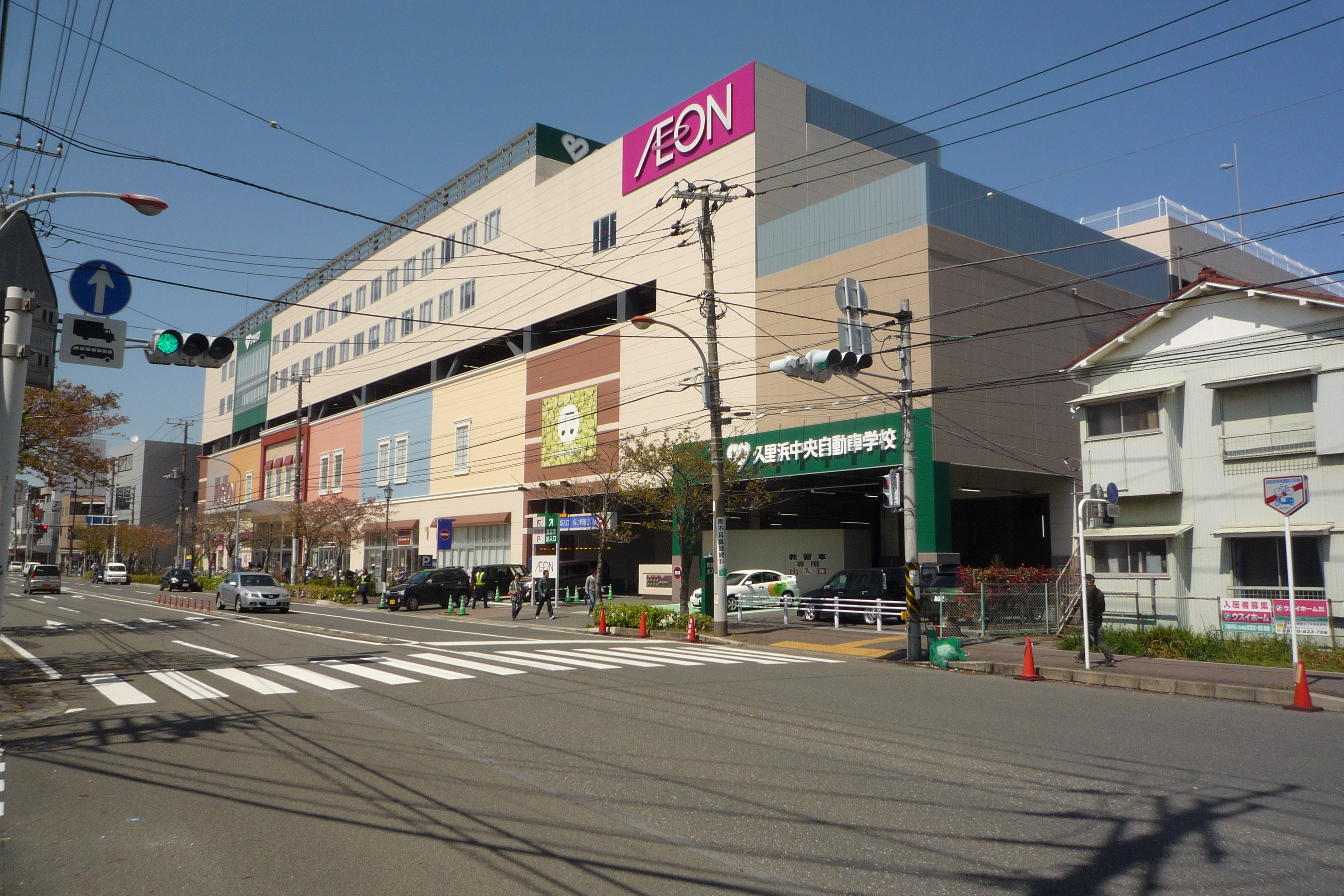
自動車学校併設のイオン久里浜店

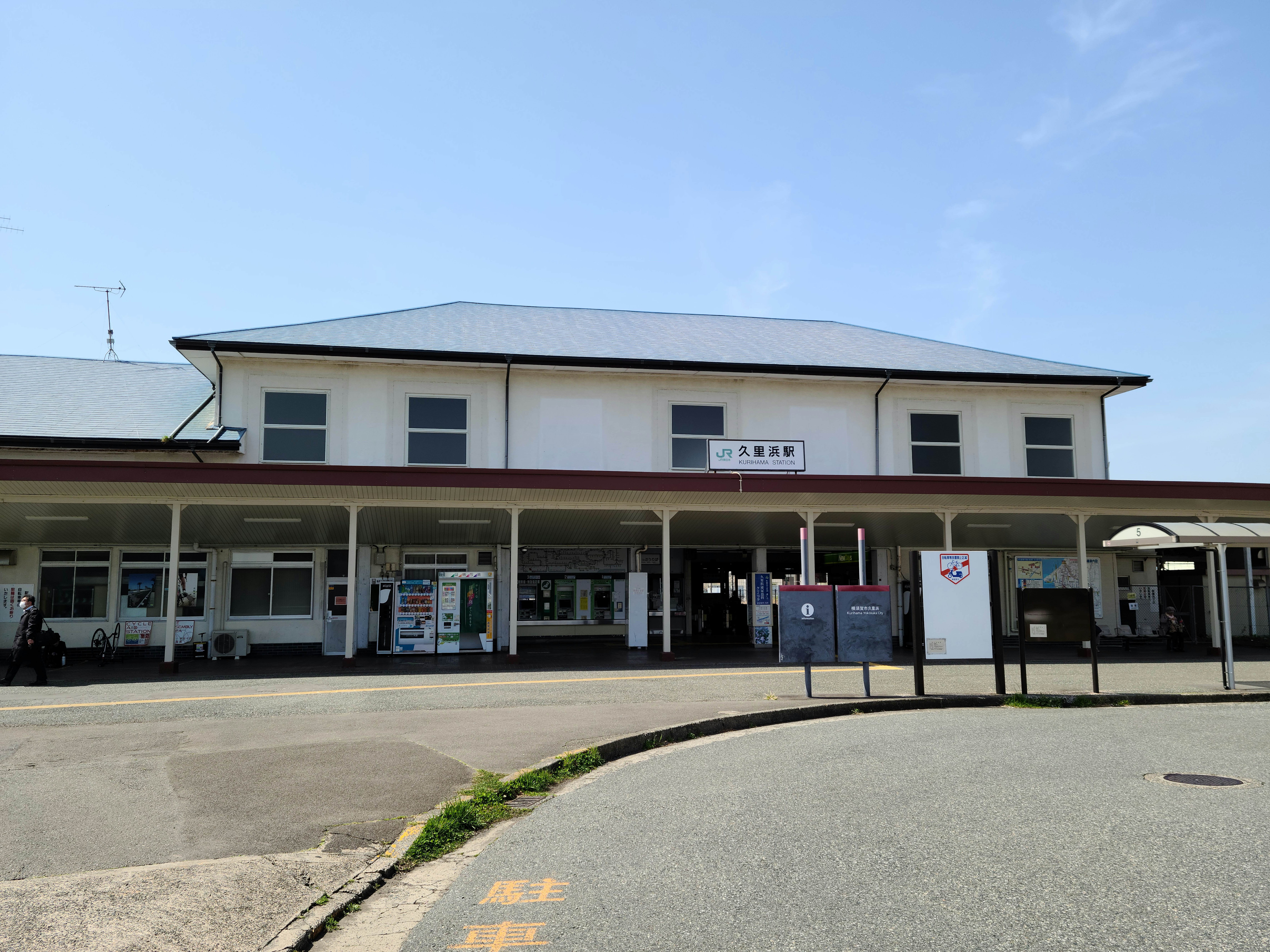
JR久里浜駅

- 横須賀線久里浜駅 - 連絡定期券は2008年3月15日より発売開始[11]。
- ペリー公園・ペリー記念館
- 神明公園
- くりはま花の国
- 久里浜港 - 東京湾フェリー、東海汽船の航路が発着する。
- 防衛装備庁艦艇装備研究所久里浜地区
- 陸上自衛隊久里浜駐屯地
- 国土技術政策総合研究所横須賀庁舎
- 独立行政法人港湾空港技術研究所
- 横浜刑務所横須賀刑務支所
- 久里浜少年院
- 横須賀市役所久里浜行政センター
  - 横須賀市久里浜コミュニティセンター
- 横須賀市教育研究所
- 横須賀市立南図書館
- 横須賀市南体育会館
- 横須賀市立横須賀総合高等学校
- 横須賀市立久里浜小学校
- 横須賀市立神明小学校
- 横須賀市立明浜小学校
- 横須賀市立久里浜中学校
- 横須賀市立神明中学校
- 国道134号（久里浜街道）
- 平作川
- 久里浜郵便局
- JVCケンウッド
  - 久里浜技術センター
  - 横須賀工場
- 日清オイリオグループ久里浜研究所
- コマツNTC技術センター
- ニコン横須賀製作所
- ヤマリア本社・横須賀工場
- YAMADA web.com 久里浜店
- JERA横須賀火力発電所
- ウィング久里浜
- 久里浜商店街
- イオン横須賀久里浜ショッピングセンター
  - イオン久里浜店
  - 久里浜中央自動車学校
- 京急ストア久里浜店
- 京急メモリアル久里浜斎場
- 京急中央交通本社
- 京急ファインテック
- 東洋観光横須賀営業所
- 京浜急行バス久里浜営業所
- 横須賀南警察署

## バス路線

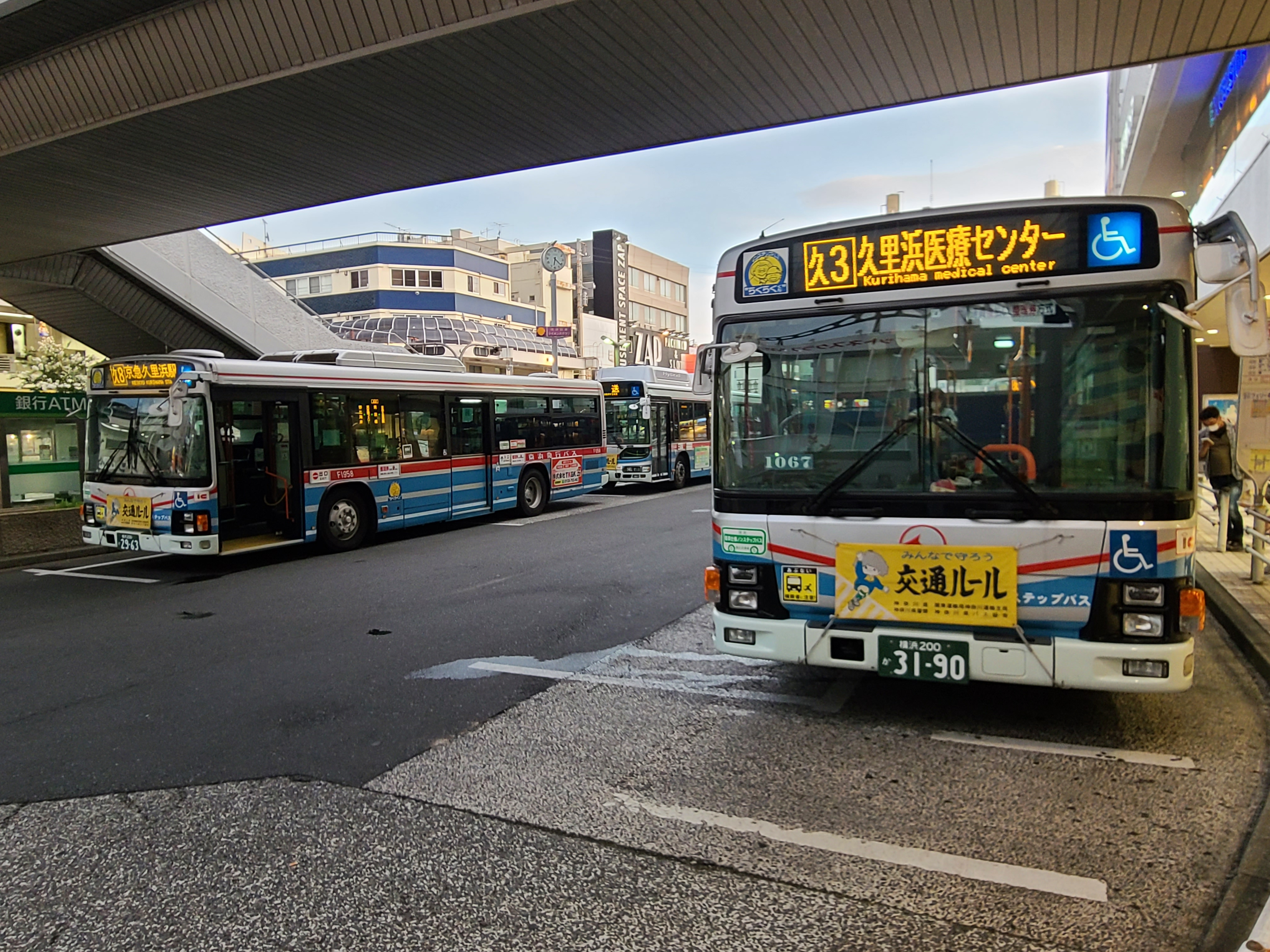
京急久里浜駅東口バスターミナル
（2020年8月）

京浜急行バスにより運行されている。京急・JR双方の駅前にそれぞれバスターミナルが設けられ、近隣を走る路線はすべてどちらかをターミナルとする。周辺の住宅地を始め、工業団地、久里浜港などへの路線が延び、駅と併せ交通結節点として機能している。発着する路線の詳細は京浜急行バス久里浜営業所・京浜急行バス衣笠営業所を参照。

### 京急久里浜駅
駅東口に設けられたバスターミナルに発着する。3番乗り場まであり、降車専用バス停が1つある。なお、降車に関しては待機場で行うことの方が多い。京急ファミリー鉄道フェスタ開催時のシャトルバスは、降車専用バス停から発車する。
| 乗り場 | 系統   | 経由                               | 行先               | 備考                   |
| ------ | ------ | ---------------------------------- | ------------------ | ---------------------- |
| 1      | 久10   | 高坂                               | 浦賀駅             |                        |
| 1      | 久10   | JR久里浜駅・高坂                   | 浦賀駅             |                        |
| 1      | 久20   | JR久里浜駅・安房口神社             | 湘南山手           |                        |
| 2      | 久3    | 野比中学校                         | 久里浜医療センター |                        |
| 2      | 久7    | 大浜                               | 東京湾フェリー     |                        |
| 2      | 久8    | JR久里浜駅・開国橋・東京湾フェリー | 野比海岸           |                        |
| 2      | 久9    | 開国橋                             | 千代ヶ崎           |                        |
| 2      | 久19   | 千代ヶ崎                           | 浦賀駅             |                        |
| 2      | 久29   | 開国橋                             | 長瀬二丁目         | 久里浜車庫への出入庫便 |
| 2      | 久10   |                                    | JR久里浜駅         |                        |
| 2      | 久1    |                                    | JR久里浜駅         |                        |
| 2      | 久2    |                                    | JR久里浜駅         |                        |
| 2      | 北久12 |                                    | JR久里浜駅         |                        |
| 3      | 久1    | 尻摺坂下                           | ハイランド         |                        |
| 3      | 久2    | ハイランド・粟田かめさん公園       | YRP野比駅          |                        |
| 3      | 久4    | 尻摺坂上                           | YRP野比駅          |                        |

### JR久里浜駅

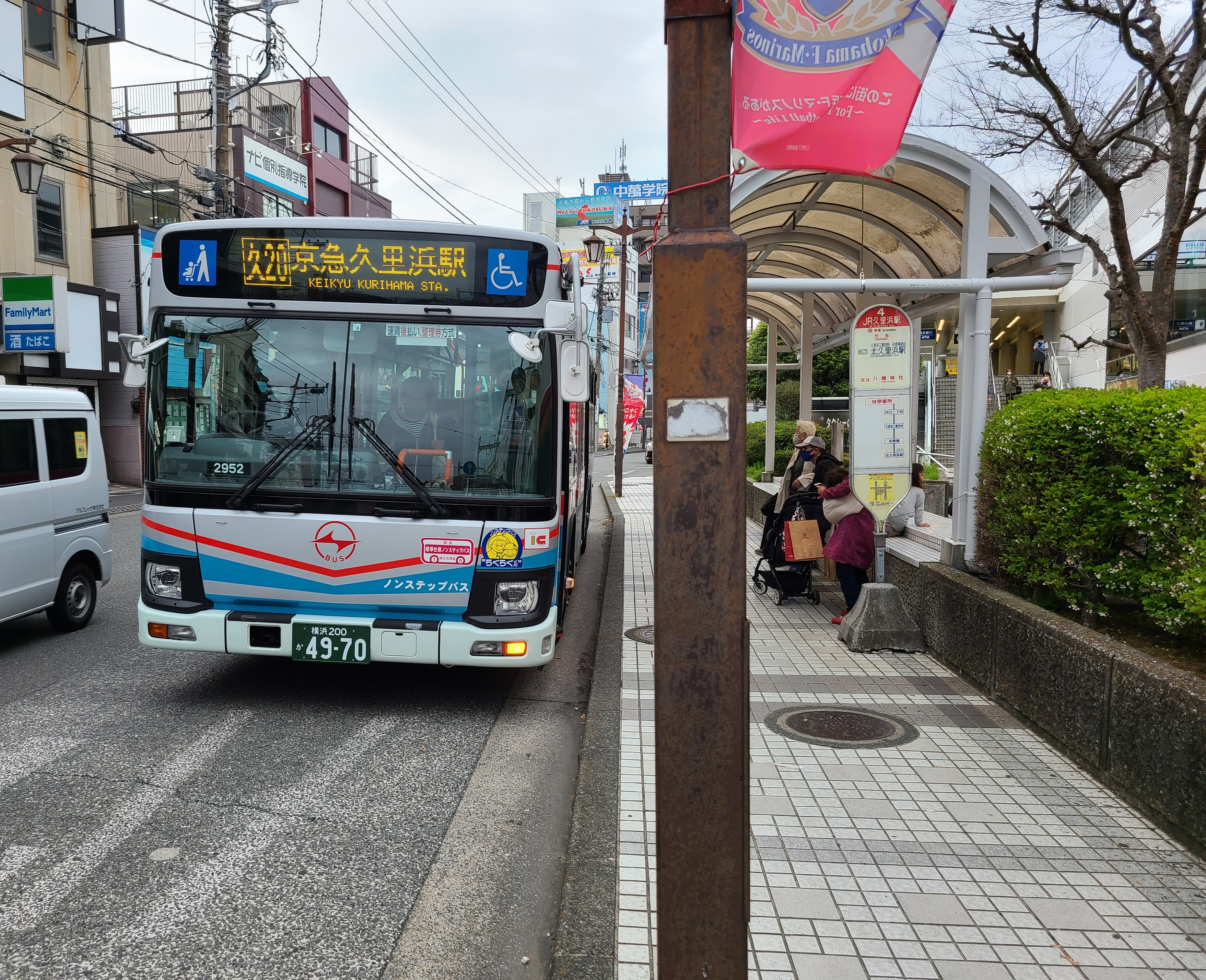
4番乗り場(実際は京急久里浜駅前)

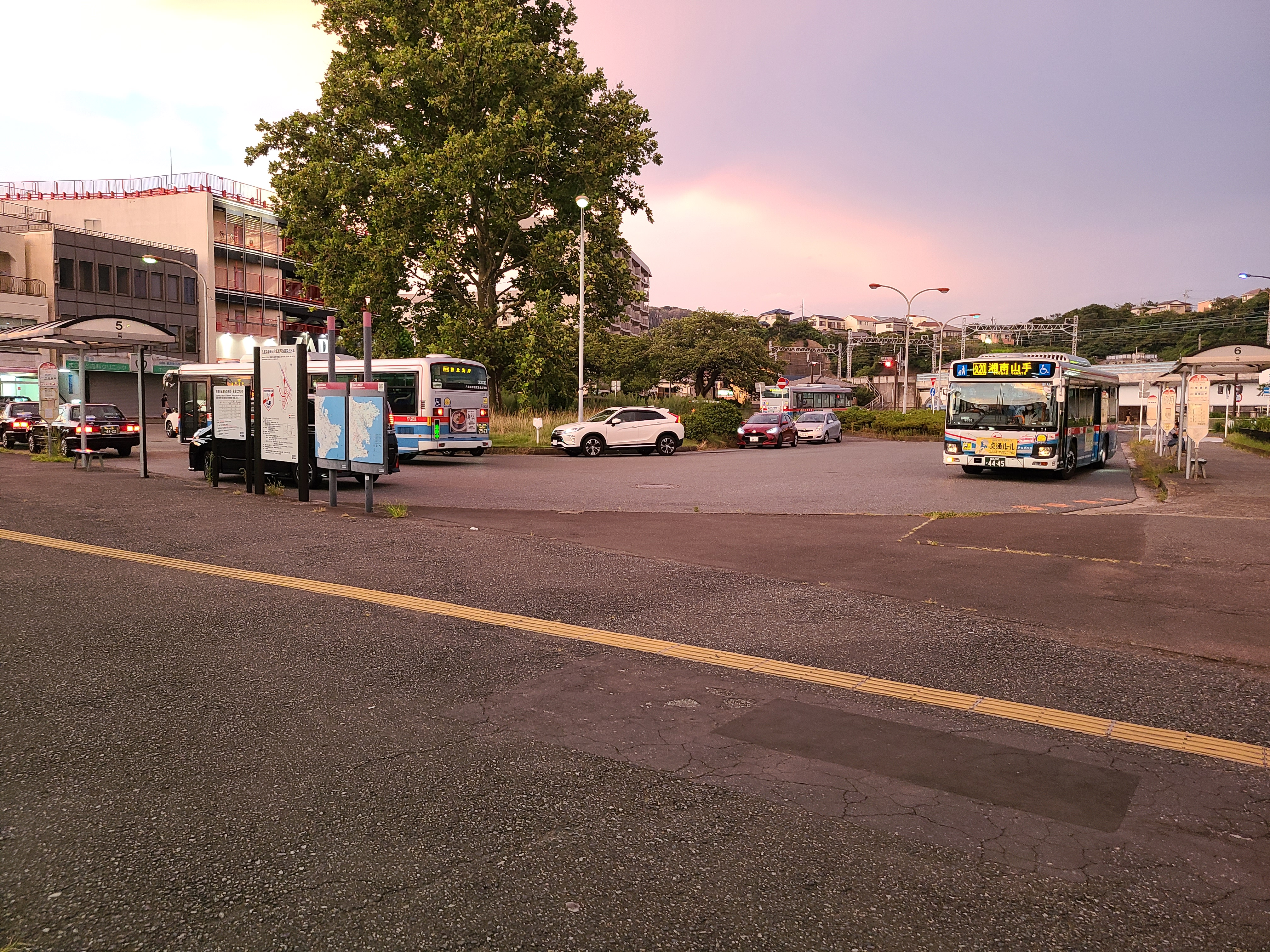
JR久里浜駅バスターミナル
（2020年8月）

京急久里浜駅西口（4番乗り場）、JR久里浜駅前のバスターミナルから発着するバス路線である。
| 乗り場   | 系統                               | 経由                                       | 行先                | 備考 |
| -------- | ---------------------------------- | ------------------------------------------ | ------------------- | ---- |
| 4        | 北久12                             | 久里浜工業団地                             | 北久里浜駅          |      |
| 5        | 久8                                | 久里浜港                                   | 野比海岸            |      |
| 6        | 久10                               | 高坂                                       | 浦賀駅              |      |
| 6        | 久20                               | 安房口神社                                 | 湘南山手            |      |
| 7        |                                    |                                            |                     |      |
| 久13     | 北久里浜駅・岩戸                   | YRP野比駅                                  |                     |      |
| 久16     | 北久里浜駅・大矢部・新岩戸団地     | YRP野比駅                                  |                     |      |
| 久14     | 北久里浜駅・大矢部・新岩戸団地循環 | 北久里浜駅                                 | 北久里浜駅は2回通る |      |
| 久11     | 北久里浜駅                         | 森崎リアンシティ                           |                     |      |
| 久17     | 北久里浜駅・森崎リアンシティ       | 衣笠十字路                                 |                     |      |
| 衣35     | 湘南橋・五郎橋                     | 衣笠駅                                     | 衣笠営業所が運行。  |      |
| 駐輪場前 | 久1                                | 京急久里浜駅・尻摺坂下                     | ハイランド          |      |
| 駐輪場前 | 久2                                | 京急久里浜駅・ハイランド・粟田かめさん公園 | YRP野比駅           |      |

## 隣の駅
京浜急行電鉄
 久里浜線
- □「イブニング・ウィング号」停車駅（座席指定券不要、一部列車は当駅終着）

■快特・■特急
北久里浜駅 (KK66) - 京急久里浜駅 (KK67) - YRP野比駅 (KK68)
■普通
北久里浜駅 (KK66) - （久里浜工場信号所） - 京急久里浜駅 (KK67)
- 北久里浜駅 - 当間の営業キロは、京急としては最長の2.8 kmである[注 2]。